# Riesz Miklós
Riesz Miklós (Budapest, 1919. november 7. – Budapest, 1984. január 28.) magyar közgazdász, egyetemi tanár, a közgazdaságtudományok doktora (1972).

## Életpályája
1938–1948 között a Pesti Magyar Kereskedelmi Bankban dolgozott. 1942-ben jogi doktorátust szerzett a budapesti tudományegyetemen. 1944-ben államtudományi doktorátust szerzett. 1949–1950 között a Magyar Nemzeti Bank munkatársa volt. 1951–1952 között a Pénzügyminisztériumban tevékenykedett. 1952–1984 között a Marx Károly Közgazdaságtudományi Egyetem pénzügy tanszékén oktatott. 1964–1968 között, valamint 1975–1984 között a pénzügy tanszék vezetője volt. 1972-től egyetemi tanár volt.
Elsősorban a szocialista bankügy, pénzforgalom és hitel kérdéseivel foglalkozott.
Temetése a Rákoskeresztúri új köztemetőben történt.

## Művei
- Bankismeret az 1. osztály számára (1952)
- A magyar államigazgatási jog alapjai (1954)
- Pénzforgalom és hitel (1958; 1960-1962; 1964-1966; 1968-1970; 1976-1977; 1980; 1988)
- A szocializmus politikai gazdaságtana (7. füzet; 1959)
- Szocialista pénzügyi és hitelrendszer (1959-1960; 1963)
- Pénzforgalom és hitel (2. füzet; 1959; 1962-1963; 1965-1967; 1970)
- A szocialista pénzügy és hitelrendszer (1961; 1964-1965; 1967)
- Pénzforgalom és hitel (3. füzet; 1963; 1965-1967; 1970)
- Pénzforgalom és hitel (1. füzet; 1963-1967; 1970)
- A szocialista gazdaság hitelpénzforgalmának egyes kérdései (Budapest, 1965)
- Pénzforgalom és hitel (4. füzet; 1967)
- Különleges bankismeretek (1968-1969)
- Az osztrák és jugoszláv bankrendszer fő vonásai (1970)
- Különleges bankismeretek 2. (1970)
- Állami fejlesztési pénzintézetek a tőkés gazdaságban (1971)
- Tőkés vállalatok pénzügyei (1971)
- Tudomány, gazdasági növekedés, társadalom - új koncepciók (1972)
- Különleges bankismeretek 3. (1973)
- A tőkésvállalatok üzletpolitikájának pénzügyi megalapozása (Budapest, 1973)
- Japán iparpolitikája (1974)
- Gazdaságpolitikai kisszótár (1976; 1983)
- A szocialista gazdaság pénzügyei (1982; 1986)
- Kelet-nyugati ipari kooperáció (1982)
- Infláció, munkanélküliség, monetarizmus (1986)

## Díjai
- Oktatásügy Kiváló Dolgozója (1969)[4]